# Један човек (књига)
Један човек (итал. Un Uomo) роман је италијанске новинарке, писца и политичког интервјуисте Ориане Фалачи (итал. Oriana Fallaci), објављена 1979. године. Књига је биографија о Александру Панагулису, грчком хероју Покрета отпора. На хрватски језик књигу је превео Бранко Буцало и публиковала издавачка кућа Просвјета 1980. године. На српски језик књигу су превели Мирела Радосављевић и Александар Леви и публиковала издавачка кућа Tenduro Management 2013. године.

## О књизи
Књига Један човек је прича о животу Александра Панагулиса, грчком хероју Покрета отпора, који је 1968. године у Грчкој осуђен због напада на Георгиоса Пападопулоса, шефа грчке војне хунте. Одслужио је казну од пет година затвора где је претрпео најстрашније мучење. Накратко се вратио на слободу, доживео изгнанство, вратио се у домовину када је диктатура срушена, тада бива изабран за посланика у парламенту и узалуд покушава да покаже да исти људи свргнутог Савета и даље заузимају положаје на власти. Године 1976. погинуо је у мистериозној саобраћајној несрећи.
Александра Панагулиса Оријана Фалачи упознаје 1973. године када је помилован и пуштен на слободу из затвора. Помилован је захваљујући милошћу целог света који је тражио његово ослобађање. Њих двоје се тада зближавају и започињу дубоку, саучесничку, борбену љубав. Она му се придружује и дели борбу која се никад не исплати. У овој књизи ауторка, сада и као његова супруга, поново прати њихов храбри и напаћени однос: препричавајући политичке битке, тренутке неизвесности, међусобног поверења.

Један човек је прича о човеку који се успротивио режиму без трунке страха, без иједне помисли да устукне или се повуче за један педаљ.
Оријана Фалачи, откривајући причу о хероју, открива и себе. До писања ове књиге писла је и говорила о другима, док у овој говори и о себи. Отворено и без маске. Она то чини истински, болно, у грчу дилема и патње. Откривајући Александрове патње и сама је патила због њих и због патњи које јој је узроковао херој-човек. Она у књизи не увећава небитно, не истиче неуверљиве срећне завршетке, нити стварни конфликт замењује мелодрамом.  Ова књига, својим садржајем, представља и биографију и аутобиографију.